# Claudio Maldonado Rivera
Claudio Andrés del Tránsito Maldonado Rivera (Lontué, 3 de enero de 1980) es un exfutbolista chileno que se desempeñó como mediocampista. Actualmente forma parte del cuerpo técnico del Red Bull Bragantino.

## Trayectoria

### Colo-Colo
Se formó en las divisiones inferiores en Colo-Colo y pasó al primer equipo en 1998, cuando tenía 18 años. Ese mismo año obtuvo su primer campeonato nacional. A partir del 27 de mayo de 2014, se convirtió nuevamente en jugador de Colo-Colo.

### São Paulo
Su primer club en el fútbol brasileño fue São Paulo, donde pasó tres temporadas y ganó dos Campeonatos Paulistas.

### Cruzeiro
En mayo de 2003, Vanderlei Luxemburgo, entonces DT de Cruzeiro, requirió los servicios del jugador. Al momento de la contratación, la hija de Luxemburgo era novia de Maldonado. En este club, obtuvo el mayor éxito de su carrera, al capitanear en 2003 el único equipo en la historia del fútbol brasileño que ha obtenido la "triple corona" (Campeonato Brasileño, Campeonato Mineiro, Copa de Brasil).

### Santos
En la temporada 2006 Maldonado volvió a ser dirigido por Luxemburgo, esta vez en Santos, donde llegó por un precio de $4.5 millones de dólares. Al final de la temporada, sufrió una lesión en el tobillo, que lo hizo perder dos meses de fútbol. Tras su recuperación volvió a jugar, alcanzando las semifinales de la Copa Libertadores 2007, y finalizando el Campeonato Brasileño en segundo lugar.

### Fenerbahçe
Mientras jugó en Santos, el club recibió ofertas por su pase de parte de equipos como Ajax, Milán y Real Madrid. Sin embargo, para la  temporada 2008-2009 es traspasado al Fenerbahçe de Turquía, que realizó la mejor oferta económica para adquirir sus servicios. En el club turco fue dirigido por Zico, y no alcanzó mucha continuidad debido a continuas lesiones.

### Flamengo
En el segundo semestre de 2009 vuelve a Brasil para jugar en Flamengo. Debido a su buen juego fue convocado a la selección chilena por Marcelo Bielsa, tras una larga ausencia de las nóminas de la Roja. En el partido del 17 de noviembre contra Eslovaquia, Maldonado arrancó el partido como titular, pero debió abandonar el juego tras sufrir una grave lesión en los ligamentos cruzados de la rodilla izquierda, lo cual significó que estuviera cuatro meses fuera de las canchas.

### Corinthians
Luego de estar casi un año sin jugar y estar recuperándose en las instalaciones del Timao, Maldonado ficha por un año con el club Paulista donde se consagra campeón del torneo Paulista y de la Recopa Sudamericana.

### Colo-Colo
Después de varios meses entrenando con el plantel de Colo-Colo que salió campeón del torneo de transición 2014, comienza conversaciones para integrar el equipo, siendo presentado el 27 de mayo de 2014, con un contrato de un año de duración y por un sueldo aproximado de u$ 250.000 anuales
Al día siguiente Maldonado hizo su redebut con la camiseta alba, jugando de titular (con Esteban Pavez en la contención) los albos derrotarían por 3-1 a Rangers por la Copa Chile 2014-15, Maldonado salió en el entretiempo y volvió a jugar un partido por Colo-Colo después de 14 años.
En el Apertura 2014 Maldonado empezaría jugando de titular hasta la fecha 4, poco a poco iría perdiendo su espacio en el equipo, Maldonado estaba lento, ya no marcaba como antes y nunca pudo ganarse la confianza de Héctor Tapia.
El 19 de octubre de 2014 se jugaba el clásico del fútbol chileno, en el Estadio Monumental, los albos vencerían por 2-0 a la U, Maldonado ingreso al minuto 79 por Esteban Paredes y los albos alargaban a 14 años sin conocer la derrota ante el archirrival en el Monumental.
En el Clausura 2014 Maldonado jugó 13 partidos y solo uno por Copa Chile.
En el primer semestre de 2015 los números de Maldonado no mejorarían, al contrario, empeoraron.
El 3 de abril de 2015 en un partido clave por el Apertura 2015, Colo-Colo (líder del torneo) enfrentaba a Cobresal (sublíder del torneo), por la fecha 13 en el Estadio Monumental, los albos caerían por 2-1 y cederían terreno en el Apertura, el "Chester" ingresaría al minuto 19 por la Esteban Pavez (cuando el marcador iba 1-0), el segundo gol de Cobresal nació gracias a un error suyo, que cedió mal hacia atrás se lo regaló al delantero Matías Donoso y este anotó el segundo. Este fue el último partido de Maldonado por Colo-Colo.
Finalmente los albos terminaron segundos, en ese torneo Maldonado jugó 8 partidos, por la Copa Libertadores de América no jugó ninguno.

## Selección Chilena
Fue seleccionado nacional de Chile en los Juegos Olímpicos de Sídney 2000, en categoría sub-23, obteniendo medalla de bronce en dicha competición. Debutó en la selección adulta el 12 de febrero de 2000 en un partido contra Bulgaria. Desde entonces ha participado en 44 partidos internacionales por Chile, anotando un gol. En procesos mundialistas, disputó partidos tanto en las Eliminatorias para el Mundial Alemania 2006, llegando a ser capitán del equipo. Además, disputó la Copa América 2004. Luego en 2007 es convocado por el nuevo director técnico Marcelo Bielsa para las Eliminatorias para el Mundial de Sudáfrica 2010 en las primeras 4 fechas.
En 2009, Maldonado es convocado por Bielsa para un amistoso contra Eslovaquia, el 17 de noviembre. Maldonado jugó de titular, pero tras una lesión grave, tuvo que abandonar el juego. Tras aquella lesión, no pudo ser convocado a Sudáfrica 2010. A pesar de eso, jugó un partido después del Mundial ante Uruguay, donde entró en el minuto 90 reemplazando a Gary Medel. Ese partido fue la despedida del técnico Marcelo Bielsa de la selección chilena, hasta el 2011 donde Chile jugó ante Estados Unidos. Maldonado no volvió a ser convocado por Claudio Borghi ni a las clasificatorias siguientes ni a la Copa América 2011.

### Participaciones en torneos
| Torneo                          | Sede      | Resultado         |
| ------------------------------- | --------- | ----------------- |
| Juegos Olímpicos de Sídney 2000 | Australia | Medalla de Bronce |
| Copa América 2001               | Colombia  | Cuartos de final  |
| Copa América 2004               | Perú      | Fase de grupos    |

### Participaciones en Clasificatorias a Copas del Mundo
| Eliminatorias                    | País                  | Resultado   | Posición | PJ |
| -------------------------------- | --------------------- | ----------- | -------- | -- |
| Eliminatorias Corea y Japón 2002 | Corea del Sur y Japón | Eliminado   | 10º      | 9  |
| Eliminatorias Alemania 2006      | Alemania              | Eliminado   | 7º       | 12 |
| Eliminatorias Sudáfrica 2010     | Sudáfrica             | Clasificado | 2º       | 2  |

## Clubes
| Club        | País    | Año       | PJ  | G |
| ----------- | ------- | --------- | --- | - |
| Colo-Colo   | Chile   | 1998-2000 | 29  | 2 |
| São Paulo   | Brasil  | 2000-2002 | 52  | 1 |
| Cruzeiro    | Brasil  | 2003-2005 | 135 | 4 |
| Santos      | Brasil  | 2006-2007 | 84  | 1 |
| Fenerbahçe  | Turquía | 2008-2009 | 27  | 0 |
| Flamengo    | Brasil  | 2009-2012 | 75  | 1 |
| Corinthians | Brasil  | 2013      | 8   | 0 |
| Colo-Colo   | Chile   | 2014-2015 | 22  | 0 |

## Palmarés

### Campeonatos estatales
| Título               | Club           | Estado/s                   | Año  |
| -------------------- | -------------- | -------------------------- | ---- |
| Campeonato Paulista  | São Paulo FC   | São Paulo                  | 2000 |
| Torneo Rio-São Paulo | São Paulo FC   | Río de Janeiro - São Paulo | 2001 |
| Campeonato Paulista  | São Paulo FC   | São Paulo                  | 2002 |
| Campeonato Mineiro   | Cruzeiro EC    | Minas Gerais               | 2004 |
| Campeonato Paulista  | Santos FC      | São Paulo                  | 2006 |
| Campeonato Paulista  | Santos FC      | São Paulo                  | 2007 |
| Taça Río             | Flamengo       | Río de Janeiro             | 2009 |
| Campeonato Carioca   | Flamengo       | Río de Janeiro             | 2009 |
| Taça Guanabara       | Flamengo       | Río de Janeiro             | 2011 |
| Taça Río             | Flamengo       | Río de Janeiro             | 2011 |
| Campeonato Carioca   | Flamengo       | Río de Janeiro             | 2011 |
| Campeonato Paulista  | SC Corinthians | São Paulo                  | 2013 |

### Campeonatos nacionales
| Título               | Club       | País    | Año  |
| -------------------- | ---------- | ------- | ---- |
| Primera División     | Colo-Colo  | Chile   | 1998 |
| Copa de Brasil       | Cruzeiro   | Brasil  | 2003 |
| Campeonato Brasileño | Cruzeiro   | Brasil  | 2003 |
| Supercopa de Turquía | Fenerbahçe | Turquía | 2009 |
| Campeonato Brasileño | Flamengo   | Brasil  | 2009 |

### Campeonatos internacionales
| Título              | Equipo            | Sede      | Año  |
| ------------------- | ----------------- | --------- | ---- |
| Juegos Olímpicos    | Selección Chilena | Sídney    | 2000 |
| Recopa Sudamericana | Corinthians       | São Paulo | 2013 |

### Distinciones individuales
| Distinción                                                                              | Año  |
| --------------------------------------------------------------------------------------- | ---- |
| Balón de Plata de la Revista Placar ("Bola de Prata").                                  | 2003 |
| Mejor mediocampista defensivo del Campeonato Brasileño ("Prêmio Craque do Brasileirão") | 2003 |